# Jung Chan-woo
Jung Chan-woo (coreano: 정찬우; nascido em 26 de janeiro, 1998), mais frequentemente creditado apenas como Chanwoo, é um cantor e ator sul-coreano. Tornou-se conhecido por integrar o grupo iKON da YG Entertainment, Começou sua carreira em 2005,  como modelo infantil pela Agência Momou 잉글리쉬 무무 학습지 지면, iniciando em seguida sua carreira na atuação.

## Carreira

### Pré-estreia: Atuações em dramas e filmes
Em 2006, apareceu no clipe do single "Balloons" do TVXQ!, interpretando a versão jovem de Max Changmin.
Em 2008, ele apareceu no filme "Lost and Found (달콤한 거짓말)" e, posteriormente, em um número de série de drama, começando com O Grande Rei Sejong. Ele é conhecido por interpretar um jovem Lee Minho em série de Meninos Mais Flores e Os Herdeiros.
Em 2009, interpretou o jovem Seon-woo em Caim e Abel - Sbs  e, posteriormente interpretou o jovem Cha Bong-gun em No limits/Heading to the Ground “멘 땅에 헤딩”  tambem interpretou o jovem Jae- myung no drama The Slingshot/A Man’s Story (“납자 이야기”)

Chanwoo tambem fez pequenas aparições nos filmes Sweet Lies/Lost & Found (“달콤한 거짓말”) - 2008 e Coffee/Russian Coffee (“가비”) - 2012

### 2014:Mix & Matche estreia no iKON
Em 2009, 
No final de 2014, foi anunciado que a YG Entertainment estagiários que tinha anteriormente competiu como "Equipe B" na realidade sobrevivência programa GANHAR: Quem É o Próximo seria participar de um subsequentes sobrevivência programa, Mix & Match, para a chance de se tornar parte de um novo grupo. O primeiro episódio da Mix & Match estreou no dia 11 de setembro.
Enquanto os trainees B.I, Bobby, e Jinhwan foram confirmados para a formação inicial do grupo, os três restantes membros da Equipe B concorreram com três novos competidores, incluindo Chanwoo, para as quatro vagas restantes. Chanwoo foi confirmado oficialmente como um membro da iKON em 5 de novembro de 2014, e o grupo fez a sua estreia em 15 de setembro de 2015.

### 2018: Fortnite Skin ikonik
A Samsung lançou seu produto, Galaxy S10, e ofereceu um skin exclusivo Fortnite ! A nova Skin da Samsung apresentou  Chanwoo como modelo do personagem que tem como característica um ninja em uma jaqueta de couro preta e vermelha, Os jogadores do Mobile Fortnite poderiam vestir personagens como o membro do iKON, usando a nova skin "iKONIK". Os jogadores também seriam capazes de desbloquear um "emote" especial ( um movimento de dança que seu personagem pode explodir )

## Filantropia
Em 8 de abril de 2019, foi relatado que Chan-woo doou ₩ 10 milhões para a Hope Bridge Association of National Disaster Relief para residentes afetados pelo incêndio de Gangwon na Coreia do Sul.